# Emircan Koşut
Emircan Koşut, né le 3 juillet 1995, à Gaziosmanpaşa, en Turquie, est un joueur turc de basket-ball. Il évolue au poste de pivot. 

## Palmarès
- Coupe de Turquie 2015
- Coupe du Président 2015
- Champion d'Europe des 20 ans et moins 2014
- 3e du Championnat d'Europe des 20 ans et moins 2015